# Nino (rei)
Nino (em latim: Ninus; em grego: Νίνος; romaniz.: Nínos), segundo historiadores gregos do Período Helenístico e depois, foi um suposto rei da Assíria e fundador epônimo de Nínive.

## Lenda clássica
De acordo com as lendas preservadas nos autores clássicos, Nino foi o fundador de Nínive, também referida como Ninópolis (Νίνου πόλις, Nínou pólis), antiga capital da Assíria. Segundo esse mito, alega-se que era filho de Belo/Bel e que em 17 anos conquistou toda a Ásia Ocidental com ajuda de Arieu, rei da Arábia.[a] Quando realizou o cerco de Bactro, capital da Báctria, conheceu Semíramis, esposa do general Ones, que tomou para si e desposou. Da união deles, nasceu Nínias, cujo nome literalmente significa "ninivita".

## Versão armênia
O historiador armênio medieval Moisés de Corene estabeleceu uma genealogia fictícia de Nino, parcialmente inspirada em Gênesis, que o conectou com a personagem bíblica Cão, um dos filhos de Noé. Segundo ele: Cão gerou Cuxe; Cuxe gerou Mizraim [Mestraim]; Mizraim gerou Ninrode; Ninrode gerou Babe; Babe gerou Anébis; Anébis gerou Arbel; Arbel gerou Caial; Caial gerou o segundo Arbel; o segundo Arbel gerou Nino; e Nino gerou Nínias [Ninuas]. O mesmo Moisés, citando Abideno, dá outra genealogia ligeiramente diferente: "Nino, [filho] de Arbel, de Caial, de Arbel, de Anebai (Anébis), de Babe, de Bel.".

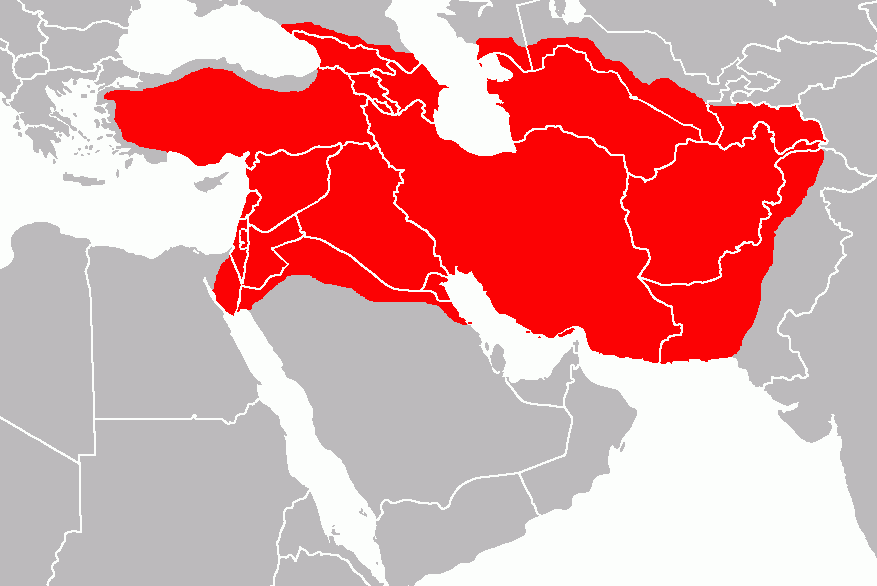
Extensão do Império de Nino

Moisés alegou que muitas das histórias épicas dos armênios e de outros povos estrangeiros foram perdidas da biblioteca de Nínive, onde Mar Abas Catina havia se dirigido para recolher relatos antigos, pois Nino, preso em seu orgulho e presunção e desejoso de se reafirmar como a origem de seu império e de todo o valor e virtude, ordenou que muitos livros e histórias dos antigos reis fossem queimadas e que apenas registrassem seus feitos. Além disso, coloca o autor, os eruditos não tinham o hábito de registrarem feitos anteriores a Nino, já que os assumiam como menos relevantes.
Moisés comenta que Haico, patriarca dos armênios, foi responsável pela morte de Belo, pai de Nino. Nino nunca perdoou a linhagem dos haíquidas pelo crime cometido e sempre pensou numa forma de se vingar, mas receou por em prática seus planos com medo de colocar seu reino em risco. Por essa razão,  confirmou Aramo, o descendente de Haico que governou em seu tempo, em sua posição como governante e lhe concedeu permissão de usar uma diadema de pérolas e ser colocado em segunda posição apenas atrás de Nino. Nino, no relato armênio, também é casado com Semíramis, que atraiu-se por Ara, o Belo, filho de Aramo. Semíramis esperou Nino falecer, ou fugir para Creta, como Moisés acredita que foi o destino final do rei, antes de tentar aproximar-se de Ara.